# Рита Ла Рой
Рита Ла Рой (англ. Rita La Roy; 2 октября 1901, Боннерс-Ферри, Айдахо — 18 февраля 1993 или 17 февраля 1993, Чула-Виста, Калифорния) — американская киноактриса.

## Биография
Айна Мэй Стюарт (настоящее имя актрисы) родилась 2 октября 1901 года в городе Боннерс-Ферри (штат Айдахо, США). В целях привлечения внимания, маркетинговые публикации киностудий утверждали, что она родилась в Париже (Франция), но это являлось ложью.
В молодости девушка была дизайнером одежды, играла в маленьких театрах, показывала оригинальные водевильные номера: «танец лягушки», «танец павлина» и «танец кобры», в которых её ступни и ноги были связаны вместе под стилизованной змеиной кожей, так что она танцевала, покачивая туловищем.
С 1929 года начала сниматься в кино, взяв благозвучный псевдоним Рита Ла Рой. Основной актёрский образ — ехидные, а иногда и откровенно оскорбительные женщины. Биографы портала MSN говорят о Ла Рой так: «она была в кино только ради денег…», «она, по-видимому, никогда не отказывалась от роли, какой бы незначительной она ни была, и её последующая карьера была в основном посвящена роли второстепенных женщин-вамп в малобюджетных независимых постановках…»
Ла Рой активно снималась в 1930-х годах, за десятилетие появившись в примерно 45 фильмах. В 1940—1943 годах она снялась в четырёх картинах, но в трёх случаях даже не была указана в титрах. Затем последовала маленькая роль (без указания в титрах) в ленте «Ты для меня всё» (1949); в 1950—1951 годах актриса появилась в четырёх эпизодах двух телесериалов, и на этом её карьера была окончена.
В 1949 году состоялась первая церемония «Эмми». Ла Рой номинировалась на получение премии в категории «Самая выдающаяся телевизионная личность», но проиграла чревовещательнице и телеведущей Ширли Динсдейл.
Завершив карьеру актрисы, Ла Рой стала владелицей модельного агентства.
Рита Ла Рой скончалась 17 февраля 1993 года в городе Чула-Виста (штат Калифорния) от пневмонии.
Личная жизнь
28 сентября 1931 года Ла Рой вышла замуж за малоизвестного сценариста и продюсера по имени Бен Хершфилд. В октябре 1933 года последовал развод. Дочь — Элиан Вальдес.

## Избранная фильмография
В титрах указана
- 1929 — Восхитительный плут[англ.] / The Delightful Rogue — Нидра
- 1929 — Полевые лилии[англ.] / Lilies of the Field — Флоретта
- 1930 — Обожая женщин[англ.] / Lovin' the Ladies — Луиза Эндикотт
- 1930 — Полуночная тайна[англ.] / Midnight Mystery — Мэдлин Остин
- 1930 — Заговор[англ.] / Conspiracy — Найта Стром
- 1930 — ? / Leathernecking — гадалка
- 1930 — ? / Check and Double Check — Элинор Кроуфорд
- 1930 — Грех берёт выходной[англ.] / Sin Takes a Holiday — Грейс Лоренс
- 1931 — Священный ужас[англ.] / A Holy Terror — Китти Кэрролл
- 1931 — Путешествующие мужья[англ.] / Traveling Husbands — Дейзи
- 1931 — Жёлтый билет[англ.] / The Yellow Ticket — Фания Рубинштейн
- 1932 — Грешники под солнцем[англ.] / Sinners in the Sun — Лил
- 1932 — Белокурая Венера / Blonde Venus — Такси Бель Хупер
- 1932 — Жаркая суббота[англ.] / Hot Saturday — Камиль Рено
- 1933 — Из ада в рай[англ.] / From Hell to Heaven — Элси Руби
- 1936 — Мандаринская загадка[англ.] / The Mandarin Mystery — Марта Кирк
- 1937 — Бегство от славы[англ.] / Flight from Glory — Молли, повариха
- 1940 — Держите эту женщину![англ.] / Hold That Woman! — Лулу Дрисколл

В титрах не указана
- 1929 — Динамит / Dynamite — Good Mixer
- 1932 — Такой взрослый![англ.] / So Big — миссис Пола Сторм
- 1934 — У меня есть твой номер[англ.] / I've Got Your Number — нахальная телефонистка
- 1935 — После работы[англ.] / After Office Hours — светская девушка в театре
- 1938 — Разгром рэкета / Smashing the Rackets — свидетельница поневоле
- 1940 — Рыжеволосая леди[англ.] / Lady with Red Hair — актриса
- 1941 — Сержант Йорк / Sergeant York — женщина в салуне
- 1943 — Палачи тоже умирают[англ.] / Hangmen Also Die! — женщина
- 1949 — Ты для меня всё[англ.] / You're My Everything — редактор моды